# Памятник труженикам тыла и детям войны (Томск)
Памятник труженикам тыла и детям войны («Женщине и подростку, ковавшим Победу в тылу») — памятник в городе Томске.
Монумент был открыт 4 октября 2014 года в Аллее Победы (появилась в 2005 году) на Новособорной площади города. В торжественной церемонии участвовали: заместитель Губернатора Томской области — Анатолий Рожков, мэр Томска — Иван Кляйн, председатель городской думы — Сергей Ильиных, а также ветераны, дети войны и труженики тыла. Этот монумент стал композиционным завершением томской Аллеи Победы.
Автором идеи установки памятника ещё в 2012 году стал томский житель, участник Великой Отечественной войны и общественный деятель Порфирий Глазырин. Его предложение нашло отклик среди депутатов городской думы и томских ветеранов. В общей сложности создание монумента обошлось в 4,8 миллиона рублей, в числе которых деньги, собранные жителями Томска. Авторами памятника стали также томичи: художник — Дмитрий Желтов, скульптор — Владимир Романов и литейщик — Максим Петров.
Скульптурная композиция изображает женщину, которая держит снаряд и подростка, подающего ей эти снаряды. Стоящий на деревянном ящике мальчик подчеркивает, что в тылу трудились малолетние дети, которые работали на месте ушедших на фронт мужчин.
Памятник стоит на постаменте, отделанном плитами из коричневого гранита, общая высота — 3,5 метра. На лицевой части постамента мемориальная доска с надписью: «Женщине и подростку, ковавшим Победу в тылу. 1941−1945».
Памятник изображен на памятной монете Банка России, выпущенной в 2024 году, серия «Города трудовой доблести».